# Miedwie
Miedwie (niem. Madüsee) – jezioro w południowo-wschodniej części Pobrzeża Szczecińskiego na Równinie Pyrzyckiej. 
Jezioro ma powierzchnię 35,27 km² (piąte co do wielkości w Polsce, drugie po jeziorze Dąbie w województwie zachodniopomorskim). Lustro wody jest na wysokości 14 m n.p.m., głębokość wynosi 43,8 m, przez co jest największą w Polsce kryptodepresją (29,8 m p.p.m.). Linia brzegowa ma długość ok. 39 km, maksymalna szerokość 3,2 km. Brzegi są bezleśne, w południowej części bagniste. Przez Miedwie przepływa rzeka Płonia, uchodzą do niego Ostrowica, Miedwinka, Gowienica Miedwiańska, Rów Kunowski. W okolicach Żelewa jest ujęcie wody pitnej dla Szczecina.

## Nazwa
Nazwa jest wzmiankowana po raz pierwszy w XII wieku. Najpowszechniej przyjmuje się hipotezę o jej słowiańskiej genezie – wywodziłaby ona się od pomorskiego kontynuantu psł. nazwy pospolitej *medъ „miód”. Alternatywną hipotezą jest wyprowadzenie tej nazwy od pie. rdzenia *medʰu- „środkowy”. Nazwa niemiecka jest złożeniem dwóch członów: adaptacji nazwy pierwotnej Madü i nazwy pospolitej See „jezioro”. Została ona także spontanicznie zaadaptowana fonetycznie do polszczyzny w formie Madiza – wariant ten pozostaje w użyciu wśród starszych mieszkańców okolic jeziora.

## Historia
Obecny zbiornik jest pozostałością Zastoiska Pyrzyckiego, w którym gromadziły się wody topniejącego lądolodu. Jeziorzysko to (zwane również Pramiedwiem) obejmowało początkowo również obszar obecnego jeziora Płoń, a jego poziom był o 3 m wyższy od obecnego, stopniowo zmniejszając się. Do 1746 powierzchnia jeziora wynosiła prawie 4,2 tys. ha przy poziomie 16,5 m n.p.m., lecz w połowie XVIII wieku król Fryderyk Wielki zarządził meliorację okolic oraz regulację Płoni w celu pozyskania żyznych ziem dla rolnictwa. W wyniku działań Davida Gilly’ego poziom wody obniżył się o 2,5 m, a powierzchnia skurczyła się o 575 ha. Powstały wówczas nowe jeziora Będgoszcz, Zaborsko i Żelewko połączone Płonią. W 1959 roku zniszczono próg na ujściu rzeki Płoni co poskutkowało obniżeniem poziomu o ok. 36 cm. 
W czasach II wojny światowej nad jeziorem funkcjonowała torpedownia warsztatów torpedowych Gerätewerke Pommern Madüsee pracująca na potrzeby początkowo Luftwaffe, a po 1944 również Kriegsmarine. Na wschodnim brzegu w Kluczewie do roku 1993 mieściła się baza lotnicza Armii Czerwonej, która nie posiadając oczyszczalni ścieków wpłynęła na wzrost zanieczyszczenia jeziora (nośnikiem ścieków była Gowienica Miedwiańska).
W 1976 roku wybudowano jaz regulujący odpływ wody z Miedwia. Od tego czasu trwa okres podwyższonych stanów średnich, występują większe wahania poziomu wód, a występowanie stanów wysokich jest bardziej rozłożone w czasie (wyższe lustro wody latem oraz brak stanów niskich w miesiącach wiosennych).
W latach 2003–2006 na Miedwiu obowiązywał zakaz używania jednostek pływających z napędem spalinowym w odległości 200 m od brzegu z wyjątkiem podejść do pomostów i przystani.

## Jakość wód
W 2009 r. przeprowadzono badania jakości wód Miedwia w ramach monitoringu diagnostyczno-operacyjno-celowego. Ich stan ekologiczny oceniono jako umiarkowany (III klasy), a stan chemiczny jako dobry. W ogólnej dwustopniowej ocenie stwierdzono zły stan wód.

## Fauna
Jezioro zamieszkuje m.in.: sieja miedwiańska (gatunek autochtoniczny), sielawa, szczupak, okoń, węgorz, jaź, karp, krąp, lin, miętus pospolity, płoć, sandacz i leszcz oraz 2 gatunki skorupiaków żyjących, poza Miedwiem, w wodach alpejskich i w Skandynawii oraz ptaki wodne m.in. wąsatka.
W końcu lat 40. XX wieku w akwenie znaleziono organizmy reliktowe: Mysis oculata v. relicta, pontoporeja czarnooka, Pallasea quadrispinosa, Coregonus lavaretus maraena (odmiana siei pospolitej).

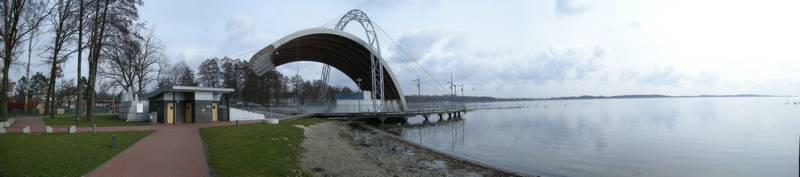
Morzyczyn, amfiteatr nad Miedwiem

## Zagospodarowanie

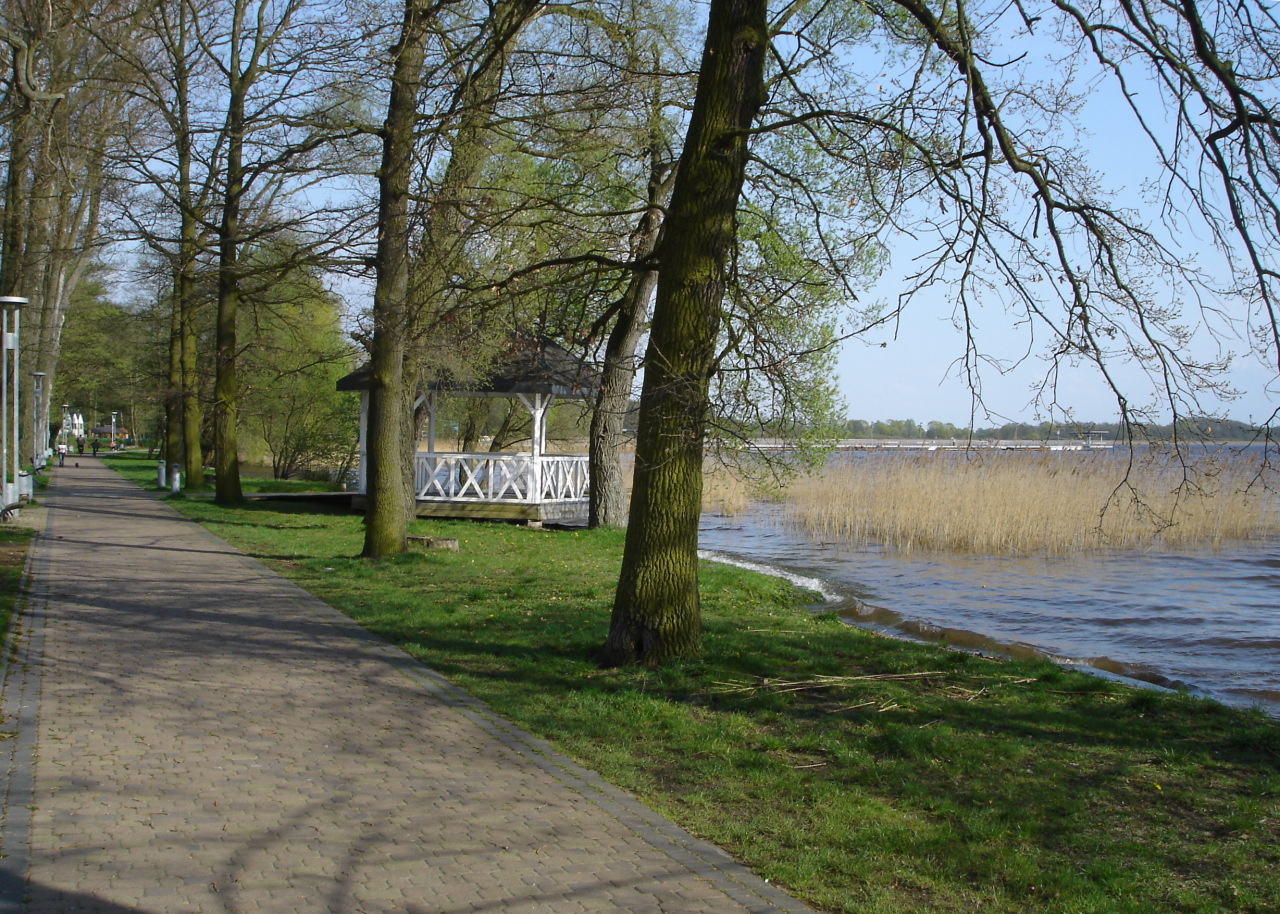
Promenada nad Miedwiem

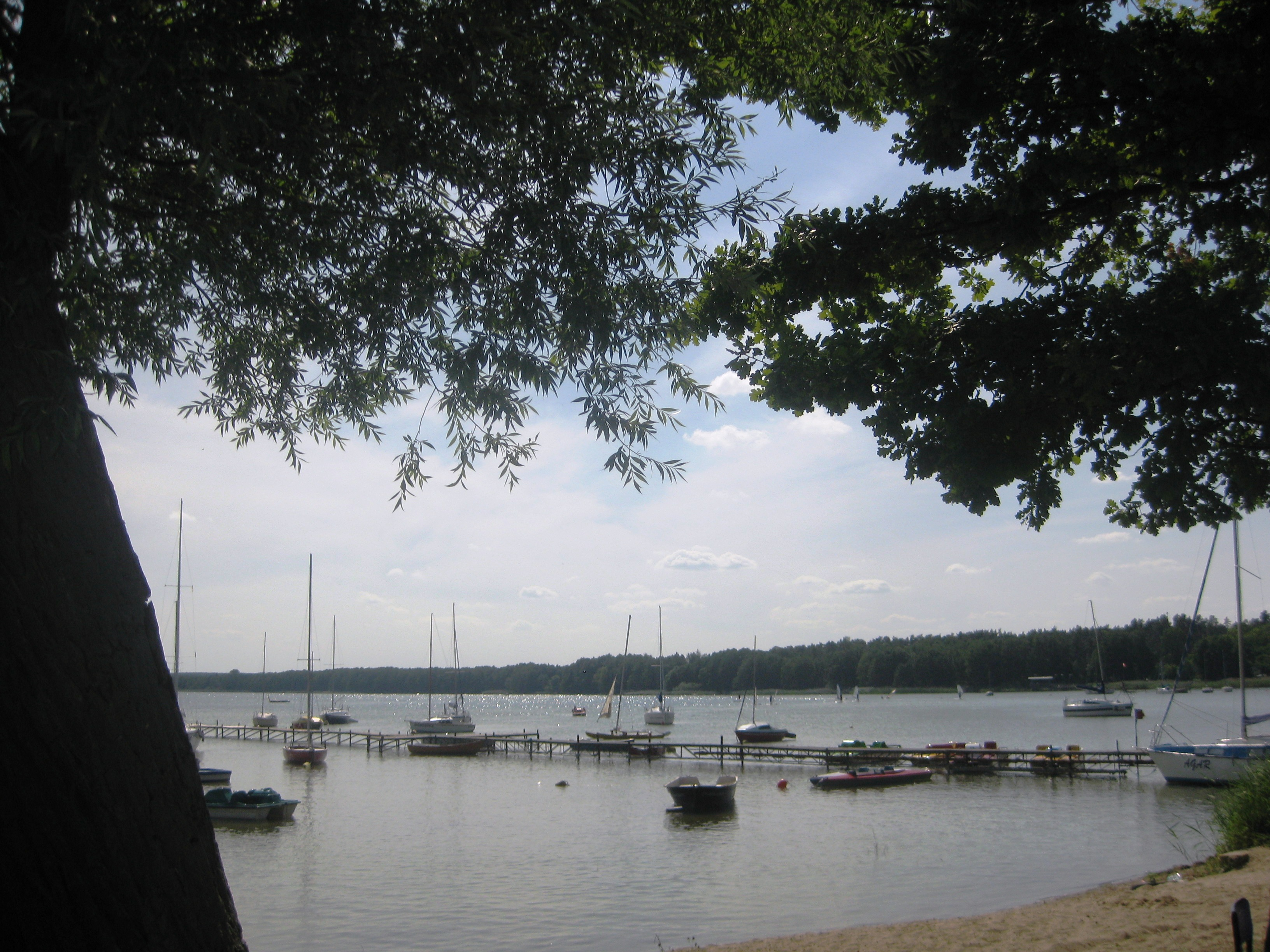
Miedwie – przystań

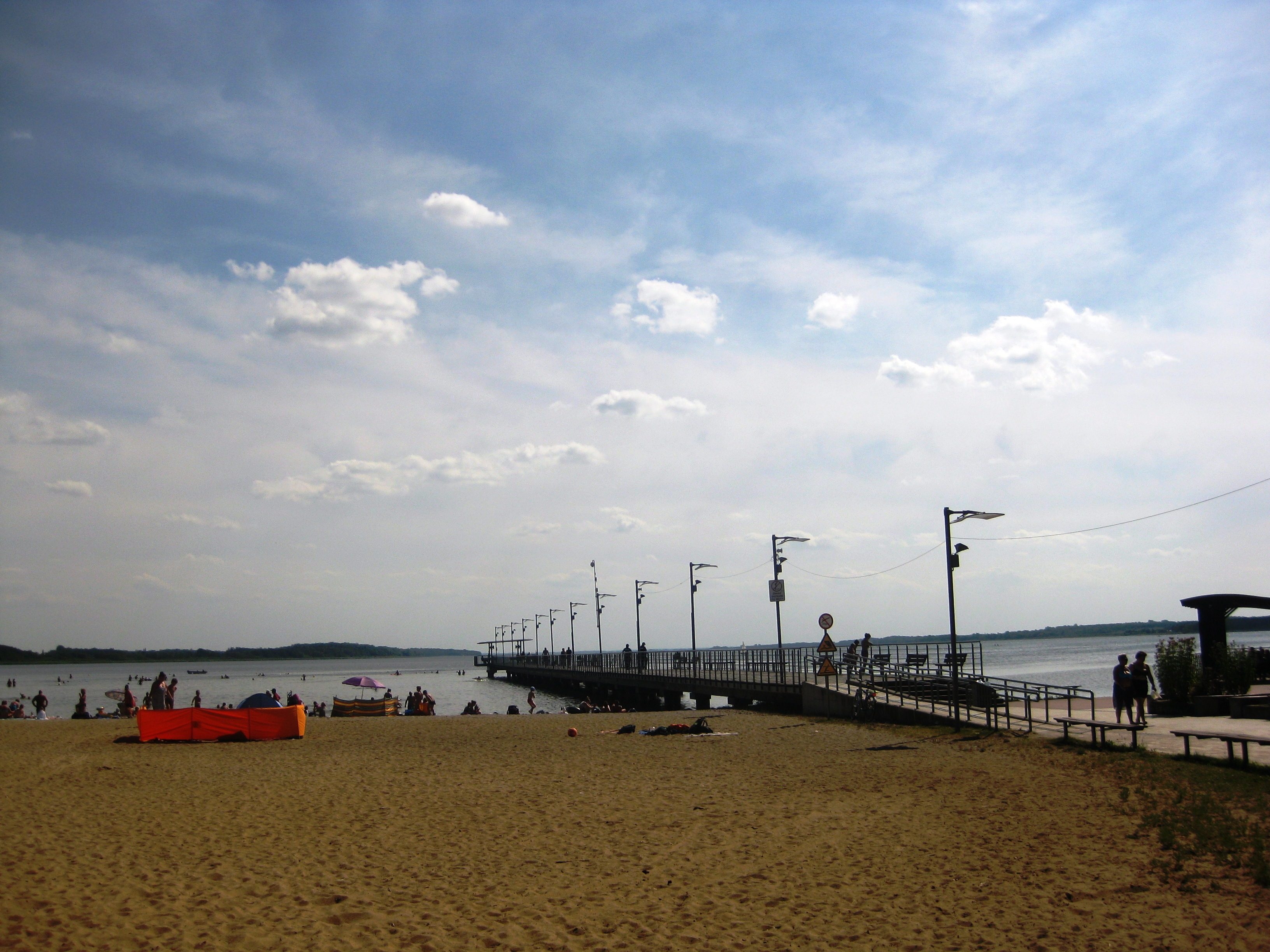
Miedwie – molo i plaża

Nad jeziorem jest wiele ośrodków wypoczynkowych z wypożyczalniami sprzętu wodnego i kąpieliska – Wierzchląd, Koszewko i Koszewo w gminie Stargard, Wierzbno oraz położone nad bagnami Turze w gminie Pyrzyce, Żelewo w gminie Stare Czarnowo oraz Kunowo, Jęczydół, Morzyczyn i Zieleniewo w gminie Kobylanka. Najbliżej położoną stacją kolejową jest Miedwiecko, oddalone ok. 1,5 km od Morzyczyna.

## Nazwa
Nazwa jeziora ma korzenie słowiańskie i pochodzi od słowa med oznaczającego miód. Możliwe też, że wywodzi się od indoeuropejskiego pierwiastka medhjo- bądź medhu-, oznaczającego 'środkowy'. W źródłach historycznych nazwa zmieniała się kilkukrotnie, występują m.in.: Meduvi 1220, Meduwe 1226, Meduia 1304, Maduwe 1316, Madui lacus 1618, der Madue See 1834.
Nazwę Miedwie wprowadzono urzędowo w 1949 roku, w miejsce niemieckiej – Madüsee.

## Szlaki turystyczne
- Szlak Ziemi Pyrzyckiej im. Stanisława Jansona (pieszo-rowerowy: Morzyczyn – Brodogóry – Przelewice – Brzesko – Pyrzyce)
- Szlak im. Bolesława Czwójdzińskiego (Miedwiecko – Morzyczyn – Kołbacz – Puszcza Bukowa – Szczecin)
- Szlak rowerowy wokół Miedwia (Morzyczyn – Brodogóry – Giżyn – Kołbacz – Kobylanka – Morzyczyn)
- Szlak kajakowy Płonia (Barlinek – Szczecin)

## Podanie o klasztorze w Kołbaczu
Opowiada Franciszek Pałasz, l. 70, urodzony w Stężycy pow. Kartuzy, od 1946 r. zam. w Żelewie pow. Gryfino, woj. szczecińskie:

Klasztòr w Kolbaczu, nie, on już tam jest od tysonca sto, zdaje mi se, szedzesontégo roku. Mówio tak: na, w jezorze Mwiedwie nie buło żadn'ych sejów. I w ogóle mało riby, tak tu dużo riby nie buło. To tén przeor z tego Kolbaczy se założył z tym kusym, żeb'y mu ta seja jakos wprowadz.ic, on jego duszä możé zabrac. Diabuł se uceszył, uogonem zamérdał i pojechał na Łotwe panie, tam, na tén Päjpus, zej tam. No jak tam pojechał, náá, wtedy przeor w strachu, nie, buo niedugo bedze północ, a po północy diabéł przylec.i i go weznie. Tak on posłäł tych swoich braciszków wszystkich, tych mnichów, dookoła jezora uobstawił-ił i zaczón drzec se jak kury – piat'. To diabuł lec.i z tá seją, nie? Jak już buł blisko czuje, że kury piejo, tuo se zlonk i sejä pusc.ił [do jeziora Mwiedwie] i uc.iek, jo, a przeor dusze uocalił.

Źródło: